# 梅蒂人

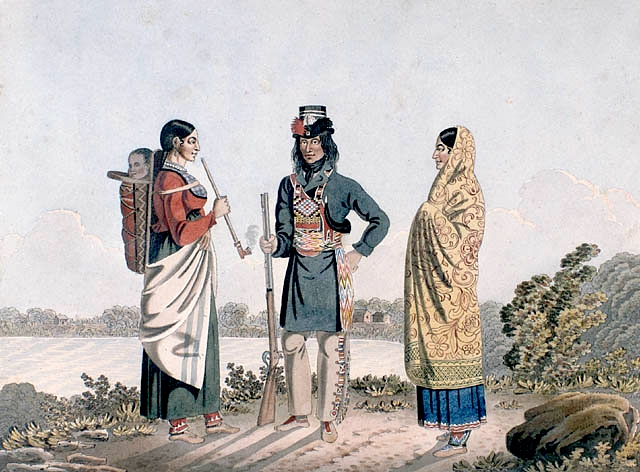
梅蒂人

梅蒂人（Métis，/meɪˈtiː(s)/ may-TEE(S)；法語發音：[metis]），或译梅蒂斯人，是加拿大的原住民的一个族群，具有原住民和法裔加拿大人的混合血统。根據加拿大的《印第安法》，梅蒂人是三種受保護的原住民之一。它们分布在草原省（阿尔伯塔省、萨斯喀彻温省以及曼尼托巴省）、安大略省、不列颠哥伦比亚省、西北领地和美国的部分区域。绝大多数学者认为这一民族起源于18世纪中叶的法裔加拿大人与原住民的毛皮贸易。
梅蒂这一词汇的使用极其复杂并具有争议，在不同的时代有着不同的涵义。但大部分时候，梅蒂一词主要用来描述加拿大各地混合欧洲（尤其是法裔加拿大人）和原住民血统的社区，有時亦僅用以描述主要起源于19世纪加拿大西部的红河定居点的混血族群。
在加拿大，尽管由于政府考虑到当时特定的历史因素，对这一群体在政治上进行边缘化，但梅蒂人任然在1982年宪法法案中被承认为“拥有加拿大宪法所记载权利的”三种原住民之一。
2016年，在加拿大有587,545人自我認同為梅蒂人，約佔加拿大原住民人口的35.5%與加拿大總人口的1.5%。

## 梅蒂的定义和争议
在英文中"Métis"和"métis"的使用是不同的。当大写时，它通常被用来描述梅蒂民族的人。代表梅蒂民族的政治组织梅蒂民族委员会（The Métis National Council,以下简称MNC）在2002年将梅蒂人定义为：”自我认同为梅蒂人的人，有别于其他原住民，具有历史悠久的梅蒂民族血统，被梅蒂民族所接纳。“同时，MNC也将梅蒂人的家园定义为：草原省和安大略省、不列颠哥伦比亚省、西北地区、美国北部的部分地区。梅蒂民族人民拥有共同的文化、祖先、语言、历史和政治传统，并通过互相关联的亲属网相互形成血缘。
但土著人民大会（The Congress of Aboriginal Peoples，以下简称CAP)却对MNC的这一定义持批评态度，声称它将许多“许多对梅蒂人身份有合法要求的人”排除在外。不过，尽管CAP提出了自己的立场，但是MNC的立场仍是联邦和省政府以及法院的所采取的立场。例如，Powley裁决和1982年《加拿大憲法》第35条所定义的梅蒂原住民权利，只适用于安大略省Sault Ste. Marie以西的梅蒂社区。虽然其他社区已经向法院提出了几个关于第35条梅蒂人权利的诉讼，但没有一个成功。例如，2010年的R.v.Vatour案裁决反对海洋省地区的梅蒂社区的概念。基于此，Powley案的裁决和各省政府对这些权利的实施都属于MNC对「梅蒂人家园」的定义，其中包括草原省和安大略省、不列颠哥伦比亚省、西北地区的部分地区。
当首字母采用小写时，它代表的是具有欧洲-原住民血统的社区，这包括了安大略省、魁北克省以及原住民保护区附近的无地位定居点。同时，尽管现在的一些学者盡量避免使用该术语，但它也用来表示18世纪和19世纪五大湖皮草貿易中的混血家庭和社区。